# 도시베쓰역
도시베쓰역(일본어: 利別駅)은 일본 홋카이도 나카가와 군 이케다 정에 있는 홋카이도 여객철도의 역이다. 역 번호는 K35이며, 섬식 승강장 1면 2선의 구조를 지닌 지상역이다.

## 역 주변
- 국도 제242호선
- 도카치이케다 정 농업 협동조합 (JA 도카치이케다 정) 본점

## 역사
- 1904년 12월 15일 : 개업.
- 1905년 4월 1일 : 관설 철도로 이관.
- 1987년 4월 1일 : 민영화에 의해, 홋카이도 여객철도로 이관.

## 인접 정차역
| 홋카이도 여객철도 네무로 본선 | 홋카이도 여객철도 네무로 본선 | 홋카이도 여객철도 네무로 본선 |
| ----------------------------- | ----------------------------- | ----------------------------- |
| K34 마쿠베쓰 신토쿠 방면      | 네무로 본선                   | 이케다 K36 구시로 방면        |